# Torsö (cráter)
Torsö es el nombre de un cráter sobre la superficie de Marte. El cráter es una depresión circular irregular con crestas pronunciadas y creada por un evento de impacto. El Cráter Torsö, se encuentra en el cuadrángulo Argyre, en la vecindad del cráter Flora y a unos 100 kilómetros (62,1 mi) este del cráter Tara.